# Pylades

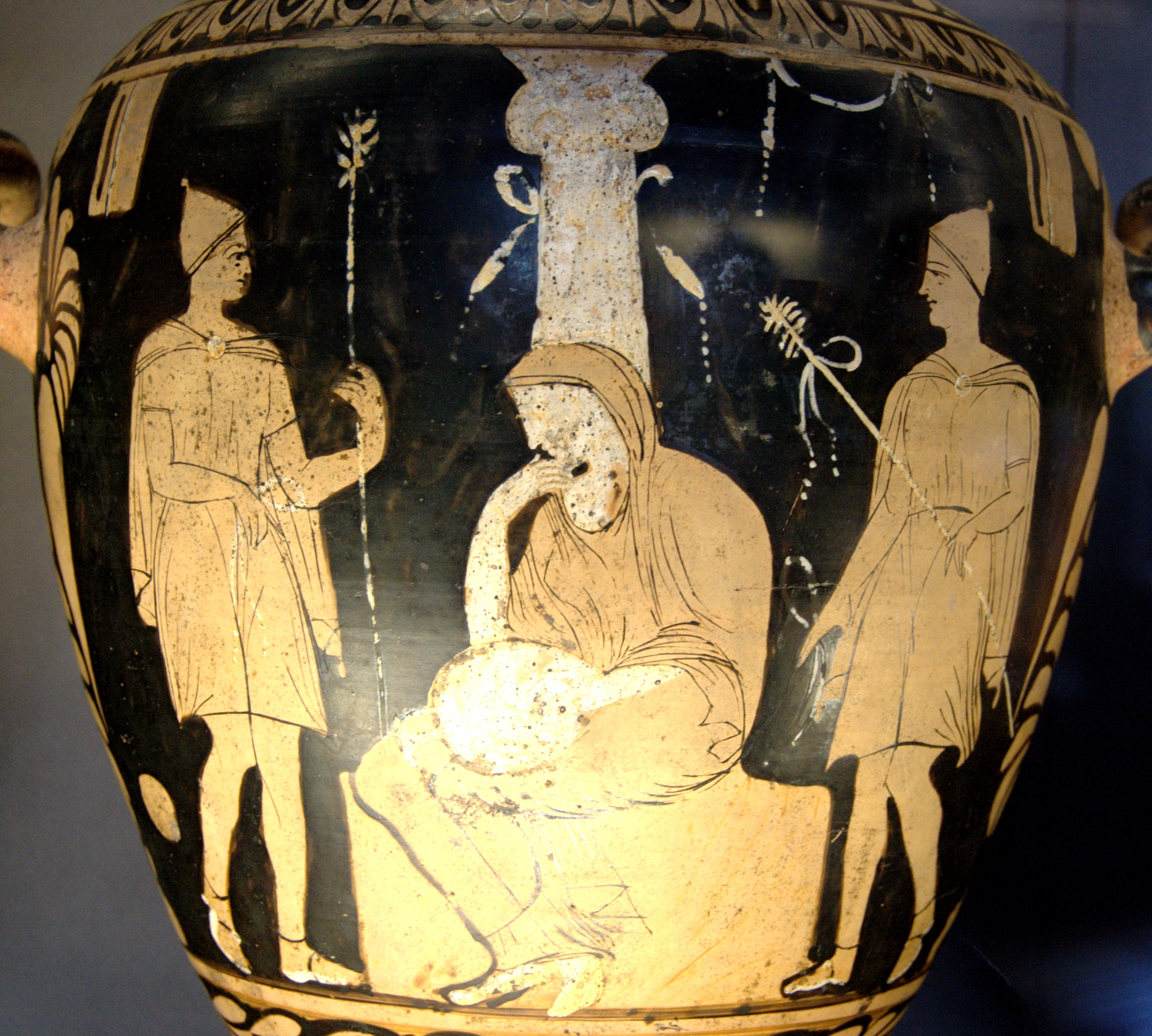
Pylades (rechts) auf einer rotfigurigen Hydria, um 330 v. Chr.

Pylades (altgriechisch Πυλάδης Pyládēs) ist in der griechischen Mythologie der Sohn des Königs Strophios von Phokis und der Anaxibia, der Schwester des Agamemnon (die auch als Kydragora oder Astyoche bezeichnet wird).
Er ist der treue Gefährte und Freund des jungen Orestes, der mit ihm zusammen aufwuchs. Später heiratet er dessen Schwester Elektra und hat mit ihr die Söhne Medon und Strophius.
In den Epen Homers wird Pylades nicht erwähnt. Eine wichtige Rolle spielt er vor allem in den Tragödien der klassischen Zeit wie Aischylos’ Choephoren und Euripides’ Orestes und Iphigenie bei den Taurern sowie deren nachantiken Adaptionen wie Johann Wolfgang von Goethes Iphigenie auf Tauris und der Oper Iphigénie en Tauride.